# Stoliczkia
Stoliczkia – rodzaj węży z rodziny Xenodermidae.

## Zasięg występowania
Rodzaj obejmuje gatunki występujące w północno-wschodnich Indiach.

## Systematyka

### Etymologia
Stoliczkia (Stoliczkaia): Jerdon, który w 1870 opisał ten rodzaj, uhonorował w ten sposób morawskiego przyrodnika Ferdinanda Stoliczkę. Z nieznanych względów wprowadzona nazwa została utworzona w niegramatyczny sposób, przez dodanie przyrostka -ia i odjęcie końcowej samogłoski od nazwiska Stoliczki. Boulenger w 1899 w opisie drugiego gatunku węża zmienił pisownię nazwy rodzajowej na Stoliczkaia. Okazało się jednak, że nazwę tę nosi już opisany w 1875 przez Neumayra rodzaj mięczaków, również nazwany na cześć Stoliczki. Stąd w najnowszych źródłach nazwa rodzajowa węża podawana jest w pierwotnym brzmieniu zaproponowanym przez Jerdona.

### Podział systematyczny
Do rodzaju należą następujące gatunki: 
- Stoliczkia khasiensis Jerdon, 1870
- Stoliczkia vanhnuailianai Lalronunga, Lalhmangaiha, Zosangliana, Lalhmingliani, Gower, Das & Deepak, 2021